# Steffen Bringmann
Steffen Bringmann (* 11. března 1964, Lipsko, Sasko) je bývalý východoněmecký atlet, sprinter.
Své největší úspěchy zaznamenal v roce 1986. Na halovém ME v Madridu získal stříbrnou medaili v běhu na 60 metrů, když rychlejším mužem ve finále byl jen Ronald Desruelles z Belgie. Na mistrovství Evropy ve Stuttgartu vybojoval dvě stříbrné medaile. V běhu na 100 metrů zaběhl ve finále trať v čase 10,20 s a nestačil jen na Brita Linforda Christieho, který byl o pět setin rychlejší. Bronz vybojoval Bruno Marie-Rose z Francie v čase 10,21 s. Druhé stříbro vybojoval společně s Thomasem Schröderem, Olafem Prenzlerem a Frankem Emmelmannem ve štafetě na 4 x 100 metrů.
Jeho osobní rekord z roku 1986 na stometrové trati má hodnotu 10,13 s.